# 海南市立下津女子高等学校
海南市立下津女子高等学校（かいなんしりつしもつじょしこうとうがっこう）は、和歌山県海南市にあった市立の高等学校。
和歌山県内に2校しかない公立の女子高校であった。2007年に、同様に女子高である海南市立海南市高等学校と統合した海南市立海南下津高等学校が当校と同一敷地にて開校し、2009年に閉校した。

## 沿革
- 1958年 - 下津町立下津高等学校として開校（昼間定時制・家庭科）
- 1963年 - 家庭科を家政科に名称変更
- 1966年 - 下津町立下津女子高等学校と改称し全日制高校に改組
- 1970年 - 食物科を設置
- 1991年 - 家政科を廃止・普通科を設置
- 2002年 - 普通科を廃止・ライフライン科を設置
- 2005年 - 下津町と海南市との合併により海南市立下津女子高等学校に改称
- 2007年4月10日- 海南市立海南市高等学校と統合し、下津女子高等学校の校地に海南市立海南下津高等学校が開校
- 2009年
  - 3月2日 - 閉校式が行われる
  - 3月31日 - 閉校

## 学科
- 食物科
- ライフデザイン科

## 所在地
- 〒649-0121 和歌山県海南市下津町丸田87番地